# Castarné
Castarné (Casterner en catalán ribagorzano) es una localidad española perteneciente al municipio de Montanuy, en la Ribagorza, provincia de Huesca, Aragón. Se encuentra en el valle del Baliera.

## Historia
Tuvo ayuntamiento propio hasta 1845, cuando se unió a Montanuy.

## Monumentos
- Ruinas del castillo Castrum Negrum del siglo XI, residencia de los condes de Azcón y Oliver[3][2]
- Iglesia parroquial de la Virgen de la Collada del siglo XVIII con reformas posteriores.[3][2]
- Ermita de Nuestra Señora de Buirás del siglo XI.[2]

## Festividades
- 15 de agosto en honor a la Virgen de la Asunción.[2]